# گراینو (کالیفرنیا)
گراینو (به انگلیسی: Graino) یک منطقهٔ مسکونی در ایالات متحده آمریکا است که در شهرستان کولوزا، کالیفرنیا واقع شده‌است. گراینو ۱۰ متر بالاتر از سطح دریا واقع شده‌است.